# Omnium rerum mors est extremum
 Omnium rerum mors est extremum лат. (изговор:омнијум рерум морс екстремум). Смрт је крај свему. (Сенека)

## Поријекло изреке
Изрекао у смјени старе у нову еру  Римски књижевник, главни представник модерног, „новог стила“ у вријеме Неронове владавине.

## Значење
Посље смрти не постоји више ништа. (Авангардна и "јеретичка"  тврдња неког ко је живио прије 2000 година).